# L’Auberson
L'Auberson is een plaats in de Zwitserse gemeente Sainte-Croix in kanton Vaud en maakt deel uit van het district Jura-Nord vaudois. In L'Auberson bevndt zich het Musée Baud.
L'Auberson telt ongeveer 500 inwoners.

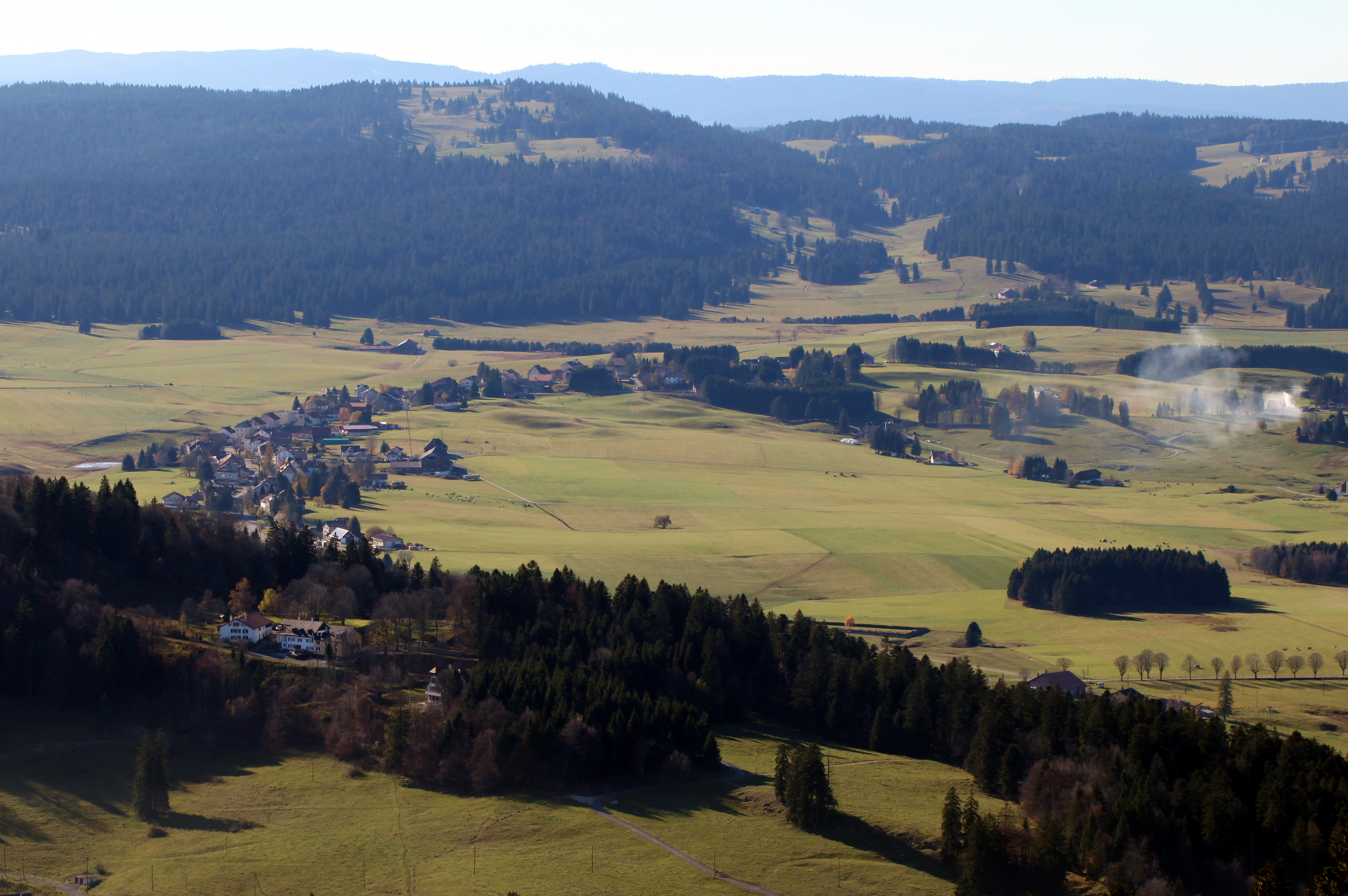
L'Auberson